# La Mandragore
Pour les articles homonymes, voir Mandragore (homonymie).
La Mandragore (La Mandragola en italien) est une pièce de Nicolas Machiavel représentée pour la première fois en 1526. Cette pièce est une courte farce burlesque en 5 actes, un genre qui préfigure le théâtre populaire italien de la « commedia dell'arte » (XVIe siècle). Cette pièce est parfois désignée sous le titre de Nicia, qui est le nom du personnage principal, alors que la mandragola désigne la potion fatidique. 
La pièce rencontre un vif succès, au point qu'elle attire l'attention du pape : « Cette pièce, étincelante d'esprit, fut d'abord jouée à Florence, et sa réputation parvint bientôt jusqu'au pape Léon X qui fit élever un théâtre tout exprès, pour que Rome pût jouir aussi de ce spectacle ; il y fit venir en même temps les acteurs eux-mêmes, et tout ce qui était nécessaire à la représentation. »
L'histoire a été reprise par Jean de La Fontaine sous la forme d'un conte, dans ses Contes et nouvelles, troisième partie (1671).

## L'action
L’action se passe à Florence, en Toscane. Le héros est un jeune homme, Callimaco Gaudagni, qui vient de passer vingt ans en France, à Paris. Un ami marchand l’a informé de l’existence à Florence d’une femme d’une grande beauté, Lucrezia, jeune épouse du riche Nicia Calfucci. Revenu dans sa ville natale, il n’a plus qu’un objectif en tête : séduire la belle Lucrezia.

### L'intrigue
Callimaco compte abuser de la grande naïveté de Nicia, bourgeois crédule, dont le couple marié depuis 6 ans n’a toujours pas d’enfant et commence à désespérer d’en avoir. Pour mener à bien son entreprise de séduction, il fait appel à Ligurio, un pique-assiette rusé, déluré et malin. Premier constat : Lucrezia est une femme austère, qui se tient à l’abri des plaisirs de la société, et qui ne sort jamais de sa maison sauf pour aller à l’église et se confesser. Les deux compères tentent d’abord de convaincre Nicia d’emmener sa femme dans une ville thermale, aux eaux reconnues pour ses effets bénéfiques sur la fécondité. Ils supposent que Lucrezia deviendra une proie plus facile hors de sa maison et de sa ville mais l’idée ne séduit absolument pas Lucrezia.

### Le stratagème
L’entreprenant Ligurio imagine alors de faire passer Callimaco pour un grand médecin, spécialiste de la fertilité, fraîchement revenu de Paris. Ligurio laisse entendre à Nicia que le « médecin » Guadagni connaît une potion infaillible pour la grossesse, une potion de mandragore, une préparation que même la reine de France aurait essayée avec succès. Seul effet secondaire fâcheux, le premier homme qui approche la femme qui a bu la potion meurt dans les 8 jours qui suivent. Le stratagème se met en place, mais Lucrezia n’est pas convaincue par le fait de se mettre au lit avec le premier vagabond venu, employé comme victime expiatoire de la potion. Il faudra toute la conviction d’une mère impatiente de devenir grand-mère, et surtout de l’Église, par l’intermédiaire de frère Timoteo facilement corrompu. Rassurée par le fait que la volonté de Dieu ne saurait être mise en doute, et que l’Église, comme sa mère, apporte sa bénédiction au cocuage comme au meurtre, Lucrezia se laisse peu à peu persuader.

## Mises en scènes notables
- 1929 : Paris, Théâtre Albert 1er, mise en scène : Pierre Faubert
- 1952 : Paris, Théâtre national populaire, mise en scène : Gérard Philipe (adaptation)
- 1956 : Paris, Théâtre de Poche Montparnasse, mise en scène : Georges Peyrou.
- 1962 : Courbevoie, Théâtre du Centre Culturel
- 1963 : Beaune, Marché couvert ; mise en scène : François Maistre
- 1970 : Amiens, Maison de la Culture
- 1980 : Paris, Cité Universitaire Internationale ; mise en scène : Christian Fregnet.
- 1981 : Paris, Théâtre de l'Est Parisien ; mise en scène : Maurice Taszman
- 1982 : Beauvais, Maladrerie Saint-Lazare ; mise en scène : Pierre Hatet
- 1986 : Lille, Cave des Celestins ; mise en scène : Vincent Huret

## Adaptations cinématographiques
- 1965 d'Alberto Lattuada avec Rosanna Schiaffino (Lucrezia) et Philippe Leroy (Callimaco)
- 1972 de Philippe Arnal avec Claude Jade (Lucrezia) et Paul Barge (Callimaco)
- 2008 de Malachi Bogdanov avec Chara Jackson (Lucrezia) et Jason Nicoli (Callimaco).

## Adaptations télévisuelles
- 1990 d'Harry Kümel avec Marianne Assouline  (Lucrezia) et Norbert Kaart (Callimaco). (Série Rose, FR3)

## Sources
- Alexis-François Artaud de Montor, Machiavel : son génie et ses erreurs. (2 tomes), 1833 Tome 1 ; Tome 2)